# Anisorus brunnescens
Anisorus brunnescens là một loài bọ cánh cứng trong họ Cerambycidae.